# Scopula aemulata
Scopula aemulata är en fjärilsart som beskrevs av George Duryea Hulst 1896. Scopula aemulata ingår i släktet Scopula och familjen mätare. Inga underarter finns listade.